# Иоанн Мандакуни
Иоа́нн Мандакуни́ (год рож. 400 — ум. около 490) — армянский католикос с 478 года, автор религиозных речей и гимнов. 
Был учеником Месропа Маштоца и Саака Партева. На престоле католикоса преемствовал брату отца Гют I Араезаци. После падения Армянского царства в восточной Армении в 428 год, старался достичь влияния в политической жизни страны. Сотрудничал с Вааном Мамиконяном во время антиперсидского восстания, участвовал в Нерсехапатской битве в 482 году. В годы марзпанства Ваана Мамиконяна вёл восстановительные работы — восстановил Вагаршапатский и Двинский соборы.
Автор трактата против халкидонства, речей и проповедей, около 17 шараканов. Изданные в 1836 году «Речи» приписанные Мандакуни, в дальнейшем были признаны трудами Иоанна Майриванеци. Его речь «Об угодных и неугодных молитвах» содержит ценные сведения об армянском театре V века. Критиковал творчество гусанов. Роберт Томсон называет сочинение Иоанна Мандакуни «Демонстрация того, каким признавать Спасителя — "Из двух природ" или "Единой природы"» первым трактатом в армянской литературе, который посвящен техническим догматическим вопросам.